# Dillwynia oreodoxa
Dillwynia oreodoxa är en ärtväxtart som beskrevs av Blakeley. Dillwynia oreodoxa ingår i släktet Dillwynia och familjen ärtväxter. Inga underarter finns listade i Catalogue of Life.